# 大鯰

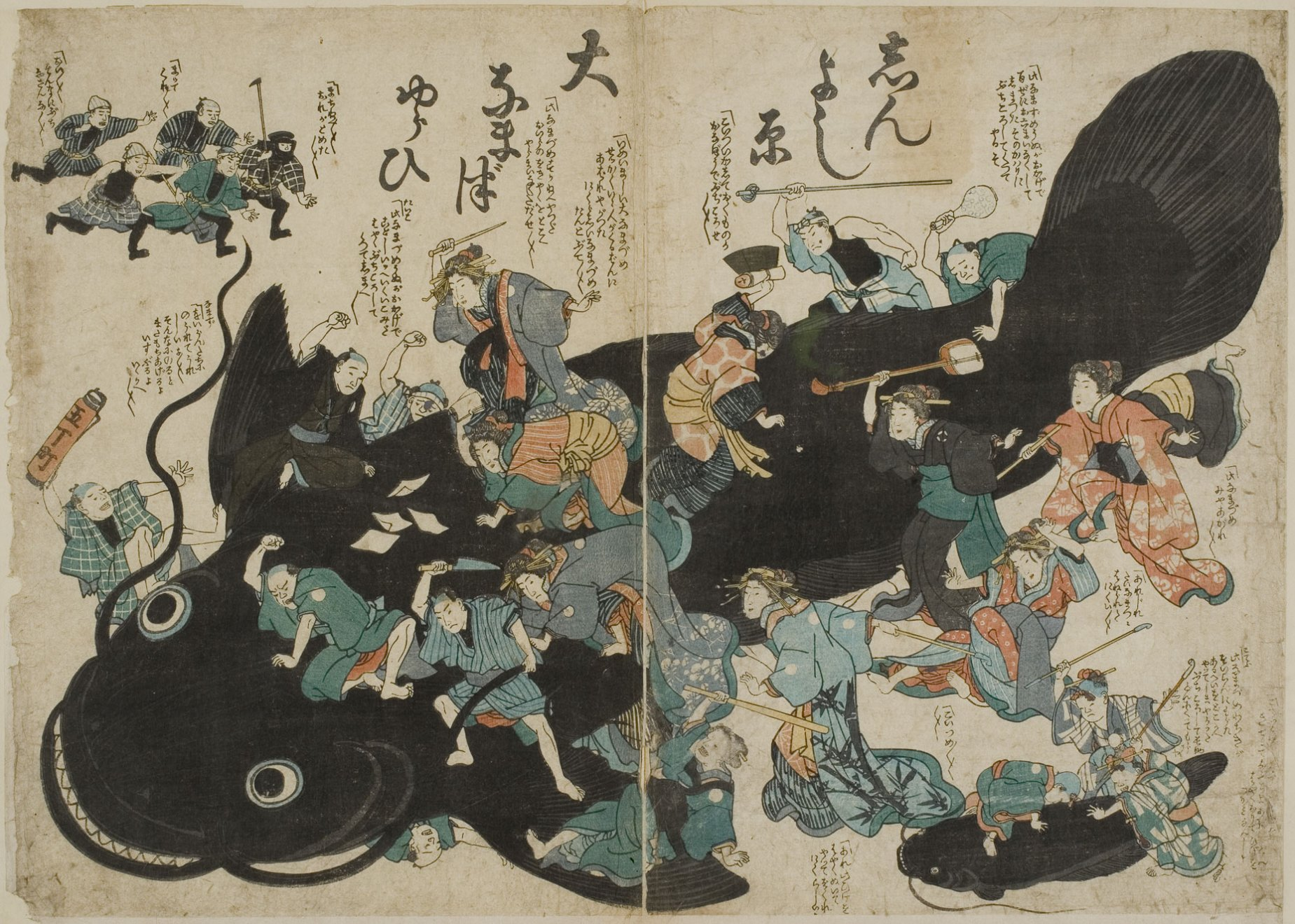
描繪大鯰的鯰繪

大鯰（日语：おおなまず）是巨大的鯰魚，日本傳說的生物，棲習在地下，身體搖動會引起地震。

## 概要
古來，一般認為引起地震的是棲息在日本列島之下或包圍日本列島的龍，但是江戶時代初期以降，大鯰之說成為主流。傳說鹿島神宮的祭神武甕槌大神用要石押著大鯰，以防止地震。不過此顆要石的傳說是鹿島神宮的後人穿鑿附會而成，武甕槌大神原先跟地震、大鯰毫無關係。

## 關連項目
- 地震神
- 安政江戶地震

## 外部連結
- （日語）鯰を抑えているという言い伝えがある鹿島神宮の要石